# مدار ۵۶ درجه شمالی
مدار ۵۶ درجه شمالی، دایره‌ای از عرض جغرافیایی است که در ۵۶ درجهٔ شمالی خط استوا  قرار دارد.

## گذر از مناطق
از نصف‌النهار مبدأ شروع می‌شود و به سمت مشرق ۵۶ درجه شمالی از موارد زیر گذر می‌کند:
| مختصات‌ها                                             | کشور، قلمرو یا دریا | توضیحات |
| ---------------------------------------------------- | ------------------- | --- |
| ۵۶°۰′ شمالی ۰°۰′ شرقی / ۵۶٫۰۰۰°شمالی ۰٫۰۰۰°شرقی      | دریای شمال          | |
| ۵۶°۰′ شمالی ۸°۷′ شرقی / ۵۶٫۰۰۰°شمالی ۸٫۱۱۷°شرقی      | دانمارک             | یوتلاند (mainland) |
| ۵۶°۰′ شمالی ۱۰°۱۷′ شرقی / ۵۶٫۰۰۰°شمالی ۱۰٫۲۸۳°شرقی   | کاتگات              | گذرکردن از شمال جزیرهٔ سامسو, دانمارک |
| ۵۶°۰′ شمالی ۱۱°۵۵′ شرقی / ۵۶٫۰۰۰°شمالی ۱۱٫۹۱۷°شرقی   | دانمارک             | جزیرهٔ شیلند |
| ۵۶°۰′ شمالی ۱۲°۳۵′ شرقی / ۵۶٫۰۰۰°شمالی ۱۲٫۵۸۳°شرقی   | تنگه اورسوند        | |
| ۵۶°۰′ شمالی ۱۲°۴۳′ شرقی / ۵۶٫۰۰۰°شمالی ۱۲٫۷۱۷°شرقی   | سوئد                | |
| ۵۶°۰′ شمالی ۱۴°۴۴′ شرقی / ۵۶٫۰۰۰°شمالی ۱۴٫۷۳۳°شرقی   | دریای بالتیک        | |
| ۵۶°۰′ شمالی ۲۱°۴′ شرقی / ۵۶٫۰۰۰°شمالی ۲۱٫۰۶۷°شرقی    | لیتوانی             | |
| ۵۶°۰′ شمالی ۲۵°۵۲′ شرقی / ۵۶٫۰۰۰°شمالی ۲۵٫۸۶۷°شرقی   | لتونی               | |
| ۵۶°۰′ شمالی ۲۷°۴۹′ شرقی / ۵۶٫۰۰۰°شمالی ۲۷٫۸۱۷°شرقی   | بلاروس              | |
| ۵۶°۰′ شمالی ۲۸°۴۳′ شرقی / ۵۶٫۰۰۰°شمالی ۲۸٫۷۱۷°شرقی   | روسیه               | حدود 13 km |
| ۵۶°۰′ شمالی ۲۸°۵۵′ شرقی / ۵۶٫۰۰۰°شمالی ۲۸٫۹۱۷°شرقی   | بلاروس              | حدود 17 km |
| ۵۶°۰′ شمالی ۲۹°۱۲′ شرقی / ۵۶٫۰۰۰°شمالی ۲۹٫۲۰۰°شرقی   | روسیه               | گذرکردن از شمال مسکو |
| ۵۶°۰′ شمالی ۱۳۷°۲۵′ شرقی / ۵۶٫۰۰۰°شمالی ۱۳۷٫۴۱۷°شرقی | دریای اختسک         | |
| ۵۶°۰′ شمالی ۱۵۵°۴۰′ شرقی / ۵۶٫۰۰۰°شمالی ۱۵۵٫۶۶۷°شرقی | روسیه               | شبه‌جزیره کامچاتکا |
| ۵۶°۰′ شمالی ۱۶۲°۵′ شرقی / ۵۶٫۰۰۰°شمالی ۱۶۲٫۰۸۳°شرقی  | دریای برینگ         | |
| ۵۶°۰′ شمالی ۱۶۰°۳۴′ غربی / ۵۶٫۰۰۰°شمالی ۱۶۰٫۵۶۷°غربی | ایالات متحده آمریکا | آلاسکا - the آلاسکا |
| ۵۶°۰′ شمالی ۱۵۸°۲۵′ غربی / ۵۶٫۰۰۰°شمالی ۱۵۸٫۴۱۷°غربی | اقیانوس آرام        | خلیج آلاسکا - گذرکردن از جنوب Semidi Islands, and just north of Chirikof Island, آلاسکا, ایالات متحده آمریکا · گذرکردن از جنوب Kuiu Island, آلاسکا, ایالات متحده آمریکا |
| ۵۶°۰′ شمالی ۱۳۳°۳۵′ غربی / ۵۶٫۰۰۰°شمالی ۱۳۳٫۵۸۳°غربی | ایالات متحده آمریکا | آلاسکا - Kosciusko Island, Prince of Wales Island, Etolin Island and the آلاسکا                                                                                         |
| ۵۶°۰′ شمالی ۱۳۰°۱′ غربی / ۵۶٫۰۰۰°شمالی ۱۳۰٫۰۱۷°غربی  | کانادا              | بریتیش کلمبیا آلبرتا ساسکاچوان مانیتوبا انتاریو |
| ۵۶°۰′ شمالی ۸۷°۲۶′ غربی / ۵۶٫۰۰۰°شمالی ۸۷٫۴۳۳°غربی   | خلیج هودسن          | |
| ۵۶°۰′ شمالی ۷۹°۵۳′ غربی / ۵۶٫۰۰۰°شمالی ۷۹٫۸۸۳°غربی   | کانادا              | نوناووت - Flaherty Island و Innetalling Island |
| ۵۶°۰′ شمالی ۷۸°۵۹′ غربی / ۵۶٫۰۰۰°شمالی ۷۸٫۹۸۳°غربی   | خلیج هودسن          | |
| ۵۶°۰′ شمالی ۷۶°۴۶′ غربی / ۵۶٫۰۰۰°شمالی ۷۶٫۷۶۷°غربی   | کانادا              | کبک نیوفاندلند و لابرادور |
| ۵۶°۰′ شمالی ۶۰°۴۹′ غربی / ۵۶٫۰۰۰°شمالی ۶۰٫۸۱۷°غربی   | اقیانوس اطلس        | |
| ۵۶°۰′ شمالی ۶°۰′ غربی / ۵۶٫۰۰۰°شمالی ۶٫۰۰۰°غربی      | بریتانیا            | اسکاتلند - جزیرهٔ Jura |
| ۵۶°۰′ شمالی ۵°۴۸′ غربی / ۵۶٫۰۰۰°شمالی ۵٫۸۰۰°غربی     | Sound of Jura       | |
| ۵۶°۰′ شمالی ۵°۴۱′ غربی / ۵۶٫۰۰۰°شمالی ۵٫۶۸۳°غربی     | بریتانیا            | اسکاتلند |
| ۵۶°۰′ شمالی ۳°۲۱′ غربی / ۵۶٫۰۰۰°شمالی ۳٫۳۵۰°غربی     | خور فورث            | Passing through the Forth Bridge, and just north of ادینبرو |
| ۵۶°۰′ شمالی ۲°۵۳′ غربی / ۵۶٫۰۰۰°شمالی ۲٫۸۸۳°غربی     | بریتانیا            | اسکاتلند |
| ۵۶°۰′ شمالی ۲°۳۰′ غربی / ۵۶٫۰۰۰°شمالی ۲٫۵۰۰°غربی     | دریای شمال          | |